# Palacio de Justicia de Maracay
El Palacio de Justicia de Maracay es la sede principal del poder judicial en el estado Aragua, ubicado en la Av. Agustín Álvarez Zerpa con inicio de av. Las Delicias al lado del edificio de la gobernación del estado Aragua en Maracay.
Edificación pionera en su tipo en Venezuela. Diseñada y habilitada para la centralización de las instancias judiciales y para el ejercicio de la modalidad de juicios orales. Consiste en una estructura de líneas sobrias enfocada en la funcionalidad. El revestimiento de sus fachadas en losas de granito rosado, su volumetría escalonada y el juego reticular de sus ventanas atenúan la severidad de la composición. Aun cuando hasta la fecha sólo se ha culminado la primera etapa del proyecto, el inmueble se encuentra en plena actividad.

## Composición
| Tribunales de Control - Tribunal de Control 1 - Tribunal de Control 2 - Tribunal de Control 3 - Tribunal de Control 4 - Tribunal de Control 5 - Tribunal de Control 6 - Tribunal de Control 7 - Tribunal de Control 8 - Tribunal de Control 9 - Tribunal de Control 10 | Tribunales de Juicio - Tribunal de Juicio 1 - Tribunal de Juicio 2 - Tribunal de Juicio 3 - Tribunal de Juicio 4 - Tribunal de Juicio 5 - Tribunal de Juicio 6 - Tribunal de Juicio 7 - Tribunal de Juicio 8 - Tribunal de Juicio 9 - Tribunal de Juicio 10 | Tribunales de Ejecución - Tribunal de Ejecución 1 - Tribunal de Ejecución 2 - Tribunal de Ejecución 3 |

### Tribunales especiales
- Tribunal de Violencia Contra La Mujer
- Tribunal de Responsabilidad Penal del Adolescente